# Função total de fatores primos incluso repetidos
A função total de fatores primos incluso repetidos, também chamada de Ω(n) ("omega") representa o número de fatores primos distintos de n. Como 1 não possui fatores primos, o valor de Ω(1) é zero.
Há uma ligação entre a função ω(n) e a função Ω(n). Se
{\displaystyle n=\prod _{i=1}^{\omega (n)}p_{i}^{\alpha _{i}}},
então 
{\displaystyle \Omega (n)=\sum _{i=1}^{\omega (n)}\alpha _{i}}.
A função Ω(n) é uma função aritmética do tipo aditiva.

## Exemplos
Para n=1, Ω(1)=0, já que 1 não possui fatores primos. 
Para um primo p qualquer, n = p, ω(p)=1, pois o expoente de p é 1. Para qualquer potência de um primo, {\displaystyle p^{t},\omega (p^{t})=t.}
Outros exemplos:
Ω(4) = 2
Ω(16) = Ω(2·2·2·2) = 4
Ω(20) = Ω(2·2·5) = 3
Ω(27) = Ω(3·3·3) = 3
Ω(144) = Ω(24 · 32) = Ω(24) + Ω(32) = 4 + 2 = 6
Ω(2000) = Ω(24 · 53) = Ω(24) + Ω(53) = 4 + 3 = 7
Ω(2001) = 3
Ω(2002) = 4
Ω(2003) = 1
Ω(54.032.858.972.279) = 3
Ω(54.032.858.972.302) = 6
Ω(20.802.650.704.327.415) = 7
A sequência OEIS para Ω(n), com n = 1, 2, 3, ... é 0, 1, 1, 2, 1, 2, 1, 3, 2, ... é A001222.